# Montague Island (ö i Australien)
Montague Island är en ö i Australien. Den ligger i delstaten New South Wales, i den sydöstra delen av landet, omkring 280 kilometer söder om delstatshuvudstaden Sydney. Arean är 1,1 kvadratkilometer. Den sträcker sig 1,9 kilometer i nord-sydlig riktning, och 0,7 kilometer i öst-västlig riktning.
Genomsnittlig årsnederbörd är 1 305 millimeter. Den regnigaste månaden är april, med i genomsnitt 168 mm nederbörd, och den torraste är juli, med 5 mm nederbörd.